# La Haute République
La Haute République (titre original : The High Republic) est une sous-série de la franchise Star Wars. Elle se déroule dans la période de la « Haute République » durant la République galactique, près de deux cents ans avant les événements du film Star Wars, épisode I : La Menace fantôme.

## Production
Le « Project Luminous », c'est-à-dire le projet de lancement de la série a été lancé en septembre 2018. Lucasfilm a donné aux différents scénaristes du projet carte blanche pour déterminer la direction de celui-ci. En avril 2019, Lucasfilm tease le projet, provoquant une intense spéculation des fans. Selon les premiers communiqués publiés en janvier 2020, le « Project Luminous » serait une série de l'ère de la Haute République située plusieurs centaines d'années avant la saga Skywalker. Le projet commencerait par un jeu vidéo. De plus, au moins un film serait publié.
Le 24 février 2020, Lucasfilm a annoncé une nouvelle série de bandes dessinées et de romans intitulée Star Wars: The High Republic. Une bande-annonce a été publiée montrant des événements se déroulant deux siècles avant le film Star Wars, épisode I : La Menace fantôme.
La série était originellement prévue pour débuter en août 2020 avec Light of the Jedi, quelques jours avant la Star Wars Celebration 2020, mais sa parution a été décalée à janvier 2021 à cause de la pandémie de Covid-19. Le premier chapitre du roman est sorti en juin 2020 via IGN. En novembre 2020, le deuxième chapitre du roman est sorti sur StarWars.com, suivi des six suivants sur le site web de Penguin Random House,. En décembre 2020, Disney a publié une version numérique gratuite des premiers chapitres de la première phase des livres et bandes dessinées La Haute République, révélant les personnages principaux de chaque série.
Durant le Disney Investor Day de 2020, il a été révélé que la série The Acolyte crée par Leslye Headland pour Disney+ aurait lieu à la fin de la période de la Haute République. Peu de temps après, Tencent a dévoilé Star Wars: The Vow of Silver Dawn, un livre numérique créé spécifiquement pour le public chinois en collaboration avec Lucasfilm. Ce livre se déroule également vers la fin de l'ère de la Haute République, environ cinquante ans avant le film Star Wars, épisode I : La Menace fantôme, par opposition aux romans de la phase La Lumière des Jedi, qui ont lieu deux cents ans avant le film. Lucasfilm a déclaré qu'ils n'avaient actuellement aucun projet de traduction et de sortie en anglais.
Le 4 janvier 2021, un jour avant la sortie des premiers romans, Lucasfilm a organisé un événement de lancement où de plus amples informations ont été données sur les œuvres qui seront publiées après le premier lot de romans et de bandes dessinées. Le magazine Star Wars Insider (en) publiera à un rythme mensuel des nouvelles écrites par Cavan Scott et Justina Ireland ; plusieurs livres nouvellement annoncés sortiront à l'été 2021 ; la première phase de La Haute République durera jusqu'en 2022. La deuxième phase s'appellera La Quête des Jedi et la troisième Les Épreuves des Jedi,.

## Œuvres

### Phase I:La Lumière des Jedi

#### Nouvelles
- Flambeau : Partir ensemble (Starlight: Go Together, 15 décembre 2020 et 10 février 2021), écrite par Charles Soule et publiée en deux parties dans le magazine Star Wars Insider (en) nos 199-200 puis en français dans le magazine Star Wars : La Revue no 1.
- Flambeau : Première Mission (Starlight: First Duty, 17 mars 2021 et 27 avril 2021), écrite par Cavan Scott et publiée en deux parties dans le magazine Star Wars Insider (en) nos 201-202 puis en français dans le flipbook exclusif Générations Star Wars & Science-fiction 2022.
- Starlight: Hidden Danger (8 juin 2021 et 10 août 2021), écrite par Justina Ireland et publiée en deux parties dans le magazine Star Wars Insider (en) nos 203-204.
- Starlight: Past Mistakes (21 septembre 2021 et 2 novembre 2021), écrite par Cavan Scott et publiée en deux parties dans le magazine Star Wars Insider (en) nos 205-206.
- Starlight: Shadows Remain (14 décembre 2021 et 25 janvier 2022), écrite par Justina Ireland et publiée en deux parties dans le magazine Star Wars Insider (en) nos 207-208.
- The Lonely Traveler is Home (5 septembre 2023), écrite par Daniel José Older et publiée dans l'anthologie Tales of Light and Life.
- After the Fall (5 septembre 2023), écrite par Claudia Gray et publiée dans l'anthologie Tales of Light and Life
- The Force Provides (5 septembre 2023), écrite par Justina Ireland et publiée dans l'anthologie Tales of Light and Life.
- The Call of Coruscant (5 septembre 2023), écrite par Lydia Kang (en) et publiée dans l'anthologie Tales of Light and Life.

#### Romans
- La Lumière des Jedi (Light of the Jedi, 5 janvier 2021), écrit par Charles Soule[5],[15] et publié par Del Rey.
- L'orage gronde (The Rising Storm, 29 juin 2021), écrit par Cavan Scott et publié par Del Rey.
- La Chute de l'étoile (The Fallen Star, 18 janvier 2022), écrit par Claudia Gray et publié par Del Rey.

#### Romans jeune adulte
- En pleines ténèbres (Into the Dark, 2 février 2021), écrit par Claudia Gray et publié par Disney Lucasfilm Press.
- Hors de l'ombre (Out of the Shadows, 27 juillet 2021), écrit par Justina Ireland et publié par Disney Lucasfilm Press.
- Horizon funèbre (Midnight Horizon, 1er février 2022), écrit par Daniel José Older et publié par Disney Lucasfilm Press.

#### Romans junior
- Une épreuve de courage (A Test of Courage, 5 janvier 2021), écrit par Justina Ireland et publié par Disney Lucasfilm Press.
- La Tour des Trompe-la-mort (Race to Crashpoint Tower, 29 juin 2021) écrit par Daniel José Older et publié par Disney Lucasfilm Press.
- Mission catastrophe (Mission to Disaster, 4 janvier 2022), écrit par Justina Ireland et publié par Disney Lucasfilm Press.

#### Livres pour enfants
- The Great Jedi Rescue (5 janvier 2021), écrit par Cavan Scott et publié par Disney Lucasfilm Press.
- Showdown at the Fair (5 octobre 2021), écrit par George Mann (en) et publié par Disney Lucasfilm Press.
- The Battle for Starlight (1er février 2022), écrit par George Mann (en) et publié par Disney Lucasfilm Press.

#### Comic books
- La Haute République (The High Republic, 6 janvier 2021-2 mars 2022), écrit par Cavan Scott, dessiné par Ario Anindito et publié par Marvel Comics : une première histoire en cinq publications Il n'y a pas de peur (There is No Fear, 6 janvier 2021-12 mai 2021), une deuxième en trois publications Le Cœur des Drengir (Heart of the Dringir, 30 juin 2021-11 août 2021), une troisième en deux publications L'Ombre des Nihil (The Shadow of the Nihil, 1er septembre 2021-20 octobre 2021) et une quatrième en cinq publications La Fin des Jedi (Jedi's End, 10 novembre 2021-2 mars 2022).
- La Haute République - Les Aventures (The High Republic Adventures, 3 février 2021-23 février 2022), écrit par Daniel José Older, dessiné par Harvey Tolibao (en), Pow Rodrix, Manuel Bracchi  et Toni Bruno et publié par IDW Comics : une première histoire en cinq publications Collision imminente (The High Republic Adventures, 3 février 2021-16 juin 2021), une deuxième en deux publications Mission Bilbousa (Mission to Bilbousa, 21 juillet 2021-18 août 2021, une troisième en trois publications Pour la lumière et pour la vie (Back Together and Away Again, 1er septembre 2021-17 novembre 2021) et une quatrième en trois publications (1er décembre 2021-23 février 2022).
- La Haute République - Un équilibre fragile (The Edge of Balance, 7 septembre 2021-8 février 2022), écrit par Justina Ireland et Shima Shinya, dessinée par Mizuki Sakakibara et publié par VIZ Media : un manga en deux tomes.
- Le Monstre du Pic du Temple (The Monster of Temple Peak, 11 août 2021-17 novembre 2021), écrit par Cavan Scott, dessiné par Rachel Stott et publié par IDW Comics : une histoire en quatre publications.
- La Piste des ombres (Trail of Shadows, 13 octobre 2021-9 février 2022), écrit par Daniel José Older, dessiné par David Wachter et publié par Marvel Comics : une histoire en cinq publications.
- L'Œil du cyclone (Eye of the Storm, 12 janvier 2022-2 mars 2022), écrit par Charles Soule, dessiné par Guillermo Sanna et publié par Marvel Comics : une histoire en deux publications.

#### Sagas audio
- Maître-Tempête (Tempest Runner, 31 août 2021), écrit par Cavan Scott et publié par Penguin Random House Audio.

#### Web-séries
- Characters of Star Wars: The High Republic (19 janvier 2021-), hébergée sur la chaîne YouTube et le site Web officiels de Star Wars.
- Star Wars: The High Republic Show (27 janvier 2021-), hébergée par Krystina Arielle sur la chaîne YouTube et le site Web officiels de Star Wars.

### Phase II:La Quête des Jedi

#### Nouvelles
- Galactic Tales: Inheritance (7 juin 2022), écrite par George Mann (en) et publiée dans le magazine Star Wars Insider (en) no 211.
- Contes de l'Illumination: Nouvelles Perspectives (Tales of Enlightenment: New Prospects, 13 septembre 2022 et 25 octobre 2022), écrite par Charles Soule et publiée en deux parties dans le magazine Star Wars Insider (en) nos 213-214 puis en français dans le magazine Star Wars : La Revue no 2.
- Tales of Enlightenment: A Different Perspective (6 décembre 2022), écrite par Charles Soule et publiée dans le magazine Star Wars Insider (en) no 215.
- Tales of Enlightenment: The Unusual Suspect (7 février 2023 et 25 octobre 2022), écrite par Charles Soule et publiée dans le magazine Star Wars Insider (en) no 216.
- Contes de l'Illumination: Il n'y a pas de mauvais client (Tales of Enlightenment: No Such Thing as a Bad Customer) (14 mars 2023 et 2 mai 2023), écrite par Charles Soule et publiée en deux parties dans le magazine Star Wars Insider (en) nos 217-218, puis en français dans le magazine Star Wars : La Revue no 3.
- Tales of Enlightenment: Last Orders (13 juin 2023), écrite par George Mann (en) et publiée dans le magazine Star Wars Insider (en) no 219.
- The Queen's Bloom (5 septembre 2023), écrite par Zoraida Córdova (en) et publiée dans l'anthologie Tales of Light and Life.
- A Closed Fist Has No Claws (5 septembre 2023), écrite par Tessa Gratton et publiée dans l'anthologie Tales of Light and Life.
- Shield of the Jedi (5 septembre 2023), écrite par George Mann (en) et publiée dans l'anthologie Tales of Light and Life.
- Missing Pieces (2 avril 2024), écrite par George Mann (en) et publiée dans le recueil de nouvelles Tales of Enlightenment.

#### Romans
- Convergence (Convergence, 22 novembre 2022), écrit par Zoraida Córdova (en) et publié par Del Rey.
- Cataclysme (Cataclysm, 4 avril 2023), écrit par Lydia Kang (en) et publié par Random House Worlds.

#### Romans jeune adulte
- La Voie de la duperie (Path of Deceit, 4 octobre 2022), écrit par Tessa Gratton et Justina Ireland et publié par Disney Lucasfilm Press.
- La Voie de la vengeance (Path of Vengeance, 2 mai 2023), écrit par Cavan Scott et publié par Disney Lucasfilm Press.

#### Romans junior
- La Quête de la cité perdue (Quest for the Hidden City, 1er novembre 2022), écrit par George Mann (en) et publié par Disney Lucasfilm Press.
- La Quête de la planète X (Quest for Planet X, 4 avril 2023), écrit par Tessa Gratton et publié par Disney Lucasfilm Press.

#### Autres livres
- La Bataille de Jedha (The Battle of Jedha, 14 février 2023), écrit par George Mann (en) et publié par Random House Worlds.

#### Comic books
- La Haute République (The High Republic, 12 octobre 2022-24 mai 2023), écrit par Cavan Scott, dessiné par Ario Anindito et publié par Marvel Comics : une première histoire en cinq publications (Balance of the Force, 12 octobre 2022-8 février 2023) et une deuxième en cinq publications (Battle for the Force, 8 mars 2023-24 mai 2023).
- La Haute République - Les Aventures (The High Republic Adventures, 30 novembre 2022-28 juin 2023), écrit par Daniel José Older, dessiné par Toni Bruno et publié par Dark Horse Comics : une histoire en huit publications.
- La Lame (The Blade, 23 novembre 2022-29 mars 2023), écrit par Charles Soule, dessiné par Marco Castiello et publié par Marvel Comics : une histoire en quatre publications.
- La Terreur sans nom (The Nameless Terror, 28 décembre 2022-17 mai 2023), écrit par George Mann (en), dessiné par Eduardo Mello et Ornella Savarese et publié par Dark Horse Comics : une histoire en quatre publications.

#### Sagas audio
- The Battle of Jedha (3 janvier 2023), écrit par George Mann (en) et publié par Penguin Random House Audio.

### Phase III:Les Épreuves des Jedi

#### Nouvelles
- Light in the Darkness (5 septembre 2023), écrite par Cavan Scott et publiée dans l'anthologie Tales of Light and Life.
- All Jedi Walk Their Own Path (5 septembre 2023), écrite par Charles Soule et publiée dans l'anthologie Tales of Light and Life.
- Rogue Element (5 septembre 2023), écrite par Alyssa Wong (en) et publiée dans l'anthologie Tales of Light and Life.
- Chronicles from the Occlusion Zone: No Big Deal (31 octobre 2023), écrite par Lydia Kang (en) et publiée dans  le magazine Star Wars Insider (en) no 222.
- Chronicles from the Occlusion Zone: Friend or Foe? (12 décembre 2023), écrite par Lydia Kang (en) et publiée dans  le magazine Star Wars Insider (en) no 223.
- Tales from the Occlusion Zone: Survivors (12 mars 2024), écrite par Lydia Kang (en) et publiée dans  le magazine Star Wars Insider (en) no 224.
- Tales from the Occlusion Zone: Pathogen (30 avril 2024), écrite par Lydia Kang (en) et publiée dans  le magazine Star Wars Insider (en) no 225.
- Tales from the Occlusion Zone: Family Ties (25 juin 2024), écrite par Lydia Kang (en) et publiée dans  le magazine Star Wars Insider (en) no 226.
- Chronicles of Corellia: Heir Apparent (27 août 2024), écrite par Lydia Kang (en) et publiée dans  le magazine Star Wars Insider (en) no 227.
- Chronicles of Corellia: Cracking the Mask (29 octobre 2024), écrite par Lydia Kang (en) et publiée dans  le magazine Star Wars Insider (en) no 228.

#### Romans
- L'Œil des ténèbres (The Eye of Darkness, 14 novembre 2023), écrit par George Mann (en) et publié par Del Rey.
- La Tentation de la Force (Temptation of the Force, 11 juin 2024), écrit par Tessa Gratton et publié par Del Rey.
- Trials of the Jedi (17 juin 2025), écrit par Charles Soule et publié par Del Rey.

#### Romans jeune adulte
- Braver la tempête (Defy the Storm, 5 mars 2024), écrit par Tessa Gratton et Justina Ireland et publié par Disney Lucasfilm Press.
- Les Larmes des Sans-noms (Tears of the Nameless, 24 septembre 2024), écrit par George Mann (en) et publié par Disney Lucasfilm Press.
- Into the Light (1er avril 2025), écrit par Claudia Gray et publié par Disney Lucasfilm Press.

#### Romans junior
- Sauvetage sur Valo (Escape from Valo, 30 janvier 2024), écrit par Daniel José Older et Alyssa Wong (en) et publié par Disney Lucasfilm Press.
- Beware the Nameless (27 août 2024), écrit par Zoraida Córdova (en) et publié par Disney Lucasfilm Press.
- A Valiant Vow (6 mai 2025), écrit par Justina Ireland et publié par Disney Lucasfilm Press.

#### Comic books
- La Haute République (The High Republic, 8 novembre 2023-7 août 2024), écrit par Cavan Scott, dessiné par Ario Anindito et publié par Marvel Comics : une première histoire en dix publications.
- La Haute République - Les Aventures (The High Republic Adventures, 6 décembre 2023-16 avril 2025), écrit par Daniel José Older, dessiné par Toni Bruno et publié par Dark Horse Comics : une histoire en dix-sept publications.
- Shadows of Starlight (4 octobre 2023-3 janvier 2024), écrit par Charles Soule, dessiné par Ibraim Roberson et Fer Sifuentes-Sujo et publié par Marvel Comics : une histoire en quatre publications.
- Sabre à louer (Saber for Hire, 17 avril 2024-9 octobre 2024), écrit par Cavan Scott, dessiné par Rachael Stott et Nicola Righi, et publié par Dark Horse Comics : une histoire en quatre publications.
- Echoes of Fear (4 septembre 2024-8 janvier 2025), écrit par George Mann (en), dessiné par Vincenzo Federici, Vincenzo Riccardi et Michael Atiyeh et publié par Dark Horse Comics : une histoire en quatre publications.
- Dispatches from the Occlusion Zone (9 octobre 2024-22 janvier 2025), écrit par Cavan Scott, dessiné par Vincenzo Riccardi et Michael Atiyeh et publié par Dark Horse Comics : une histoire en quatre publications.

#### Sagas audio
- Tempest Breaker (3 décembre 2024), écrit par Cavan Scott et publié par Penguin Random House Audio.

### Séries télévisées
- The Acolyte, créée et écrite par Leslye Headland pour Disney+.
- Star Wars : Les Aventures des petits Jedi, créée et écrite pour Disney+ et Disney Junior.

### Jeux vidéo
- Star Wars Eclipse, développé par Quantic Dream.